# مصطفى المرس
مصطفى المرس ممثل وكاتب ومخرج مغربي.

## حياته الفنية
من أعماله فيلم «طريق الضياع» وفيلم الرعب الاكشن الكويتي«صرخة ليل»، كما انتقل إلى الدراما من خلال مسلسل «زمان الحب» يعد من الكتاب الجريئين بأعمالهم حيث كتبت عنه الصحافة الكويتية كثيراً بأنه الوحيد الدي أدخل استايل هوليوود إلى الخليج من خلال سلسلة الرعب التي تتكون من خمسة اجزاء والذي صور فيها الجزء الأول تحت اسم «صرخة ليل» ومن المحتمل أن يتعاقد مع شركة جديدة لتصوير الجزء الثاني نظراً للمشاكل الحاصلة بينه وبين الشركة المنتجة للجزء الأول وتأخيرها في توزيع الفيلم، شارك أيضا بالعديد من الاعلانات وكدالك تم ترشيحه لمسلسل جديد تحت اسم «خادمات للبيع» من تأليفه وتمثيله، كما تعاقد في تأليف وبطولة فيلم الرعب الجديد «المتاهة» من إخراج أحمد الفيلكاوي إنتاج شركة بي بروداكشن للإنتاج الفني وفي عام 2018 عاد إلى المغرب وقام ببطولة وإخراج لفيلم مغربي بعنوان «لعبة لا تنتهي».
 
اما في عام 2019 فقد قام ببطولة وإخراج فيلم مغربي مع نجوم المغرب حسن بديدة والزاهية الزاهيري بعنوان «بلا قلب» وكذالك قام ببطولة وإخراج بنفس السنة لمسلسل بعنوان «الذاكرة القاتلة».